# چسکا لیپا
چــِسکا لیپا (به چکی: Česká Lípa) شهری در منطقه لیبرتس کشور جمهوری چک است که جمعیت آن در سال ۲۰۰۷ میلادی ۳۸٫۱۸۱ نفر بوده‌است.